# Капал (Жетысуская область)
Капал (каз. Қапал) — село в Аксуском районе Жетысуской области Казахстана. Административный центр и единственный населённый пункт Капальского сельского округа. Ранее — уездный город (до 1921 года) и районный центр (до 1997 года). Код КАТО — 193249100.

## Местоположение
Расположено на плоскогорье, у подножья Капальской цепи Джунгарского Алатау, на абсолютной высоте 975 м, при речке Капал, в 81 км северо-восточнее от города Талдыкоргана, административного центра Жетысуской области.
Село Капал находится в 40 км к юго-западу от села Жансугуров — центра Аксуского района.

## История
Основано в 1847 году (по другим данным — в 1846 году) как небольшое укрепление 1-й сотней 10-го Сибирского полка есаула Нюхалова. В 1848 году в связи с удобным положением было повышено в статусе до станицы Копальской, в которой был расквартирован штаб 10-го полка Сибирского казачьего войска.
В 1848 году Капал посетил известный английский путешественник Томас Аткинсон.
В 1854 году станица получает статус города.
С 1856 года — центр Алатавского округа. В том же году в городе побывал ученый и путешественник П. П. Семенов-Тян-Шанский.
По реформе 1867 года становится уездным городом Семиреченской области. В 1867—1921 годах — уездный город, центр Копальского уезда. В 1921 году становится селом Талды-Курганского уезда Джетысуйской губернии Туркестанской АССР (позднее). С основанием Капальского района Алма-Атинской области в 1939 году становится районным центром. В 1944—1959 и 1967—1997 годах район входил в состав Талды-Курганской области. В мае 1997 года Капальский район упраздняется, а его территория передается Аксускому району.
Герб Копала утверждён 19 марта 1908 года вместе с другими гербами Семиреченской области: «В верхней чёрной части разделённого щита золотой восьмиконечный крест, сопровождаемый внизу золотым полумесяцем рогами вверх. В нижней серебряной части зелёное полевое укрепление — штерншанц. В вольной части герб Семиреченской области».

## Инфраструктура
В советское время в селе был организован колхоз «Пламя революции».
В настоящее время Капал является туристическим центром. В селе также располагается Капальский маслосырзавод.

## Население
По итогам переписи населения 1897 года город Копал имел население 6183 человека.
В 1999 году население села составляло 3883 человека (1872 мужчины и 2011 женщин). По данным переписи 2009 года в селе проживало 3869 человек (1938 мужчин и 1931 женщина).

## Памятники и достопримечательности
- Памятник Капал-батыру (1513—1606) — полководцу, соратнику Тауекель-хана и Есим-хана. Участвовал в освобождении присырдарьинских казахских городов, а также защищал восточные рубежи Казахского ханства от набегов джунгар.
- Курорт Капал-Арасан с лечебными радоновыми водами.
- Музей имени Акын Сары (где хранятся информационные данные о Ч. Валиханове, П. Семенове-Тян-Шанском, Мухтаре Ауэзове, Ильясе Джансугурове, акыне Саре, о первых научных исследователях Джунгарского Алатау, о роднике Тамшибулак с целебной водой).

## Известные уроженцы
- Калачёв, Василий Александрович — советский военачальник, полковник, кавалер пяти орденов Красного Знамени и других боевых наград.
- Евдокимов, Ефим Георгиевич — советский партийный и государственный деятель,  первый секретарь Ростовского обкомов ВКП(б).